# Большая синагога (Ломжа)
Большая Синагога в Ломже — синагога, находившаяся в польском городе Ломжа, на углу улиц Сенаторской, 28 (пол. Senatorskiej)  и Гельчинской (пол. Gielczynskiej).
Синагога строилась в 1878-1889 годах, по инициативе раввина Элизера-Симхи Рабиновича, по проекту Итало-Польского архитектора Энрико Маркони, жившего в то время в Царстве Польском. Строительство велось возле рыночной площади, на территории, принадлежавшей Мазовецким князьям (а позже - королям).
Храм был разрушен нацистами, в начале (по разным данным в сентябре 1939 или 1941 года) второй мировой войны.
В память, по случаю 44-летия уничтожения Ломжинского гетто, на стене дома на ул. Сенаторской от жителей Ломжи открыта мемориальная каменная доска с надписями на польском языке и иврите:

«С июля 1941 до ноября 1942 года на территории улиц: Дворовой — сегодня, 22 июля, Сенаторской, Возиводской, Зелёной, Еврейской - в настоящее время Затыльной, Рыбаки - гитлеровцы создали гетто, в котором были истреблены 9 тысяч Поляков еврейской национальности. 3,5 тысячи из них были расстреляны в лесах деревни Гельчин и Славец. Немецкие оккупанты создали на Земле Ломжи гетто в 15 городах. Трагический путь, проживавших в них около 40 тысяч человек вела в лагерь смерти в Треблинке. Пусть (наша) память о них помогает им помнить о тех страшных днях надолго»